# Eurygnathohippus
Eurygnathohippus — вимерлий рід гіппаріонових коней. Більшість відомих скам'янілостей представників цього роду були виявлені в Африці, де представники цього роду жили в період пізнього міоцену до плейстоцену. Скам'янілості Eurygnathohippus також були виявлені в пізніх пліоценових відкладеннях на плато Потвар в Пакистані та на пагорбах Сівалік на північному заході Індії.